# Maccarese Nord
Maccarese Nord è la quarantatreesima zona di Roma nell'Agro romano, indicata con Z. XLIII.
La ridotta superficie è conseguenza dell'istituzione del nuovo comune di Fiumicino, al quale fu assegnata gran parte della zona, circa 10 volte l'attuale.

## Geografia fisica

### Territorio
Si trova nell'area ovest di Roma, a ridosso del confine con il comune di Fiumicino.
La zona confina:
- a nord, sud e ovest con il comune di Fiumicino (ex restante zona di Maccarese Nord)
- a est con la zona Z. XXIV Castel di Guido

## Geografia antropica

### Urbanistica
Nel territorio di Maccarese Nord si estende l'estremità ovest della zona urbanistica 16F Pantano di Grano.

### Odonimia
Molti odonimi di strade passate al comune di Fiumicino furono soppressi con delibera del Commissario Straordinario n° 1529 dell'8 settembre 1993.
Le strade rimaste al comune di Roma, oltre alla via dedicata al medico e docente di medicina legale Salvatore Ottolenghi, sono dedicate a denominazioni locali:
- Casale delle Pulci, Fontanile di Mezzaluna, Maccarese, Monte Sallustri, Muratella e Vaccaricia[3].